# 铜头菱头蛛
铜头菱头蛛（学名：[Bianor aeneiceps] 错误：{{Lang}}：文本有斜体标记（帮助））为跳蛛科菱头蛛属的动物。分布于斯里兰卡以及中国大陆的湖南、江西、福建、海南、广东、广西等地。该物种的模式产地在斯里兰卡。